# Sally Capp
Sally Anne Capp – australijska polityk i samorządowiec, 104. burmistrz Melbourne w latach 2018–2024. 

## Życiorys
Capp kształciła się w Presbyterian Ladies' College w Melbourne, a następnie ukończyła z wyróżnieniem ekonomię i prawo na Uniwersytecie w Melbourne. Pierwszą pracę podjęła jako radca prawny.
Sally Capp jest byłym dyrektorem generalnym Komitetu ds. Melbourne, dyrektorem operacyjnym Wiktoriańskiej Izby Handlowej Pracodawców, dyrektorem Collingwood Football Club do 2009 r., będąc pierwszą kobietą, która zasiadała w zarządzie tego klubu. W latach 2009–2012 była przedstawicielem Wiktorii w Londynie i pierwszą kobietą na tym stanowisku.

## Kariera polityczna
W dniu 18 maja 2018 roku Capp została wybrana na burmistrza Melbourne w wyborach uzupełniających po rezygnacji Roberta Doyle'a. Zaprzysiężenie złożyła 24 maja 2018.
Capp został ponownie wybrany na burmistrza w listopadzie 2020 r., zapewniając sobie kolejną czteroletnią kadencję.
W 2022 roku Sally Capp poparła wezwania do zmiany daty Dnia Australii.
W dniu 25 listopada 2022 r. Capp została skrytykowana za stwierdzenie, że blokady związane z pandemią Covid-19 są „dobre” dla miasta Melbourne.
Sally Anne Capp została mianowana Oficerem Orderu Australii z okazji urodzin króla w 2023 r. za „wybitną służbę dla mieszkańców Melbourne, władz lokalnych, biznesu i społeczności za pośrednictwem różnych organizacji”.
W dniu 28 marca 2024 r. Capp ogłosiła, że nie będzie ubiegać się o reelekcję na trzecią kadencję na stanowisko burmistrza.

## Życie prywatne
Jej mężem jest Andrew Sutherland, z którym ma dwóch synów.